# São Domingos do Maranhão
São Domingos do Maranhão là một đô thị thuộc bang Maranhão, Brasil. Đô thị này có diện tích 1303,155 km², dân số năm 2007 là 31964 người, mật độ 24,53 người/km².